# Jörg Sackmann

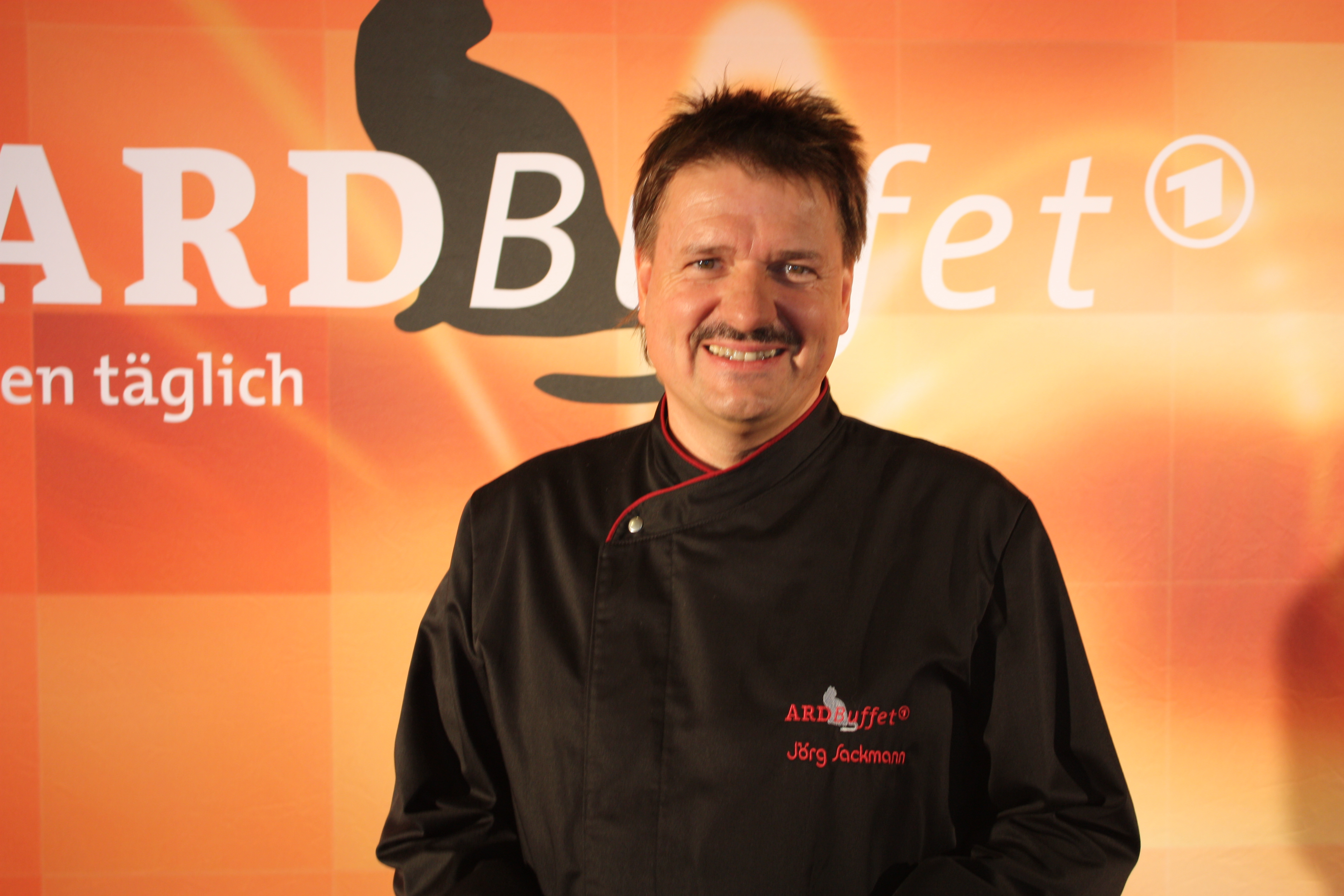
Jörg Sackmann beim ARD-Buffet auf der IFA 2012

Jörg Sackmann (* 2. Dezember 1960 in Frankfurt am Main) ist ein deutscher Koch.

## Werdegang
Sackmann entstammt einer Baiersbronner Hoteliersfamilie. Nach der Ausbildung 1977 bis 1982 bei Harald Wohlfahrt in Baiersbronn wechselte Sackmann 1982 ins Restaurant Maître in Berlin zu Henry Levy (zwei Michelinsterne) und 1984 zu Brenners Parkhotel in Baden-Baden. 1986 ging er zu Eckart Witzigmanns Aubergine in München (drei Michelinsterne) und besuchte im selben Jahr die Meisterschule in Baden-Baden. 1988 kehrte er in den familieneigenen Betrieb, das Hotel Sackmann in Baiersbronn, zurück und leitete dort zunächst das Restaurant Silberberg.  

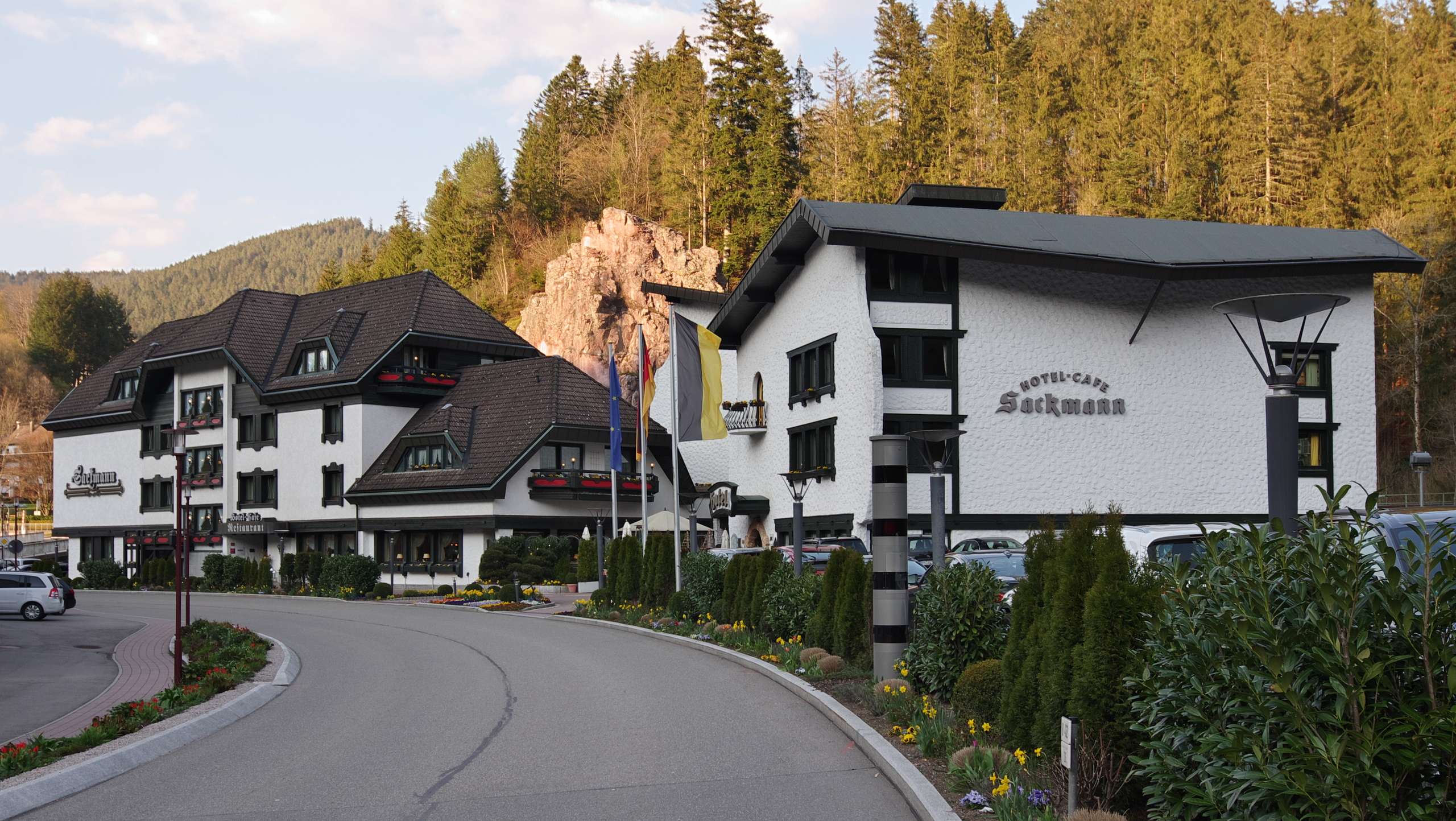
Hotel Sackmann in Baiersbronn-Schwarzenberg (2019, vor Erweiterung)

Sein 1993 im Hotel Sackmann eröffnetes Gourmet-Restaurant Schlossberg wurde bald nach der Eröffnung mit einem Michelin-Stern ausgezeichnet. In den Ausgaben 2014 bis 2018 des Guide Michelin wurde es mit zwei Sternen bewertet, seit 2019 wieder mit einem Stern.
Seit Januar 2011 ist Jörg Sackmann regelmäßig auch als Fernsehkoch in der ARD-Sendung ARD-Buffet zu sehen.
Sein Sohn Nico Sackmann ist seit dem Jahr 2013 als weiterer Küchenchef im Hotel Sackmann tätig.

## Auszeichnungen
- 2002: Menü des Jahres, Gault Millau
- 2004: Unter den Top 20 in Deutschland[3]
- 2009–2013, seit 2019: Ein Stern im Guide Michelin für das Restaurant Schlossberg[4][5]
- 2014–2018: Zwei Sterne im Guide Michelin für das Restaurant Schlossberg[6]

## Mitgliedschaften
- Euro-Toques
- Jeunes Restaurateurs d’Europe